# Due Sorelle (Curzola)
Due Sorelle o Sestrizze (in croato: Sestrice) sono una coppia di isolotti disabitati della Dalmazia meridionale, in Croazia, che fanno parte dell'arcipelago di Curzola (Korčulansko otočje). Amministrativamente appartengono al comune della città di Curzola, nella regione raguseo-narentana.

## Geografia

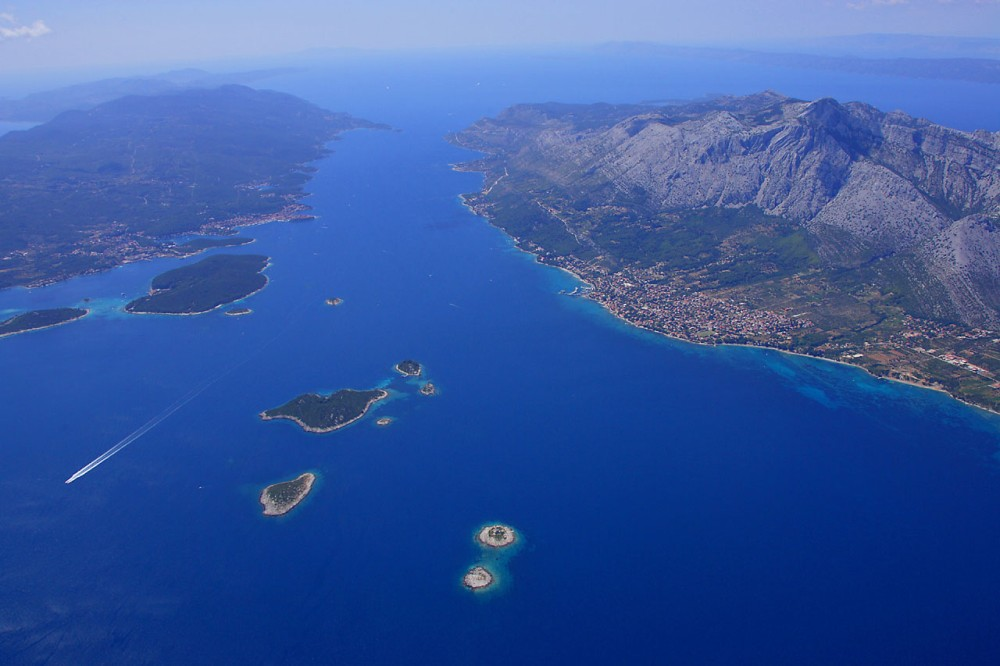
Il canale di Sabbioncello con le due Sorelle in primo piano.

Le Due Sorelle sono situate circa 2,2 km a est-nord-est di Badia e 2,2 km a sud-est della cittadina di Sabbioncello (Orebić) (che si trova sull'omonima penisola). Si trovano a sud della baia di Trestenico (zaljev Trstenica) nelle acque del canale di Sabbioncello (Pelješki kanal), che divide la penisola omonima dall'isola di Curzola.
- Sorella Grande[1] (Vela Sestrica) ha una superficie di 0,011 km²[8] e la costa lunga 388 m[8]. Sullo scoglio c'è un faro costruito nel 1876[11].
- Sorella Piccola[1] (Mala Sestrica), situata 130 m circa a sud-est di Sorella Grande, ha un'area di 6618 m²[8] e la costa lunga 313 m[8]. Tra i due isolotti ci sono numerosi scogli 42°57′41″N 17°12′39″E.

### Isole adiacenti
- Due Stuppa[3][4][12], scogli Stupe[5][6], Stupa[7] o Stoppa[13], si trovano a ovest, a circa 1,2 km[8] di distanza e a nord di Maisan; sono circondati da piccoli scogli:
  - Stuppa Grande[14] (Stupa Vela), il maggiore, ha una superficie di 0,016 km²[15] e la costa lunga 0,5 km[15]; sullo scoglio è sistemato un fanale su torretta[16] 42°57′48″N 17°11′12″E.
  - Stuppa Piccolo[14] (Stupa Mala), ha un'area di 6038 m²[8] e la costa lunga 340 m[15] 42°57′47″N 17°11′28″E.
- Maisan, a ovest-sud-ovest, a 1 km[8] di distanza.
- Kamenich[7] (hrid Majsanić), piccolo scoglio 75 m[9] circa a nord-est di Maisan; ha un'area di 3566 m²[8] 42°57′39″N 17°11′41″E.
- Nudo[2][3][4][17] o Goljak[7] (Gojac o Gojak), piccolo isolotto disabitato 670 m[9] a sud-ovest; ha una superficie di 0,04 km²[15] e la costa lunga 0,83 km[15] 42°57′25″N 17°12′04″E.

### Cartografia
- (HR) Mappa topografica della Croazia 1:25000, su preglednik.arkod.hr. URL consultato il 25 giugno 2017.
- Carta di cabottaggio del mare Adriatico, foglio XI, Milano, Istituto geografico militare, 1822-1824. URL consultato il 26 agosto 2021 (archiviato dall'url originale il 17 dicembre 2021).
- G. Giani, Carta prospettiva delle Comuni censuarie della Dalmazia, foglio 9, 1839. Fondo Miscellanea cartografica catastale, Archivio di Stato di Trieste.